# Danio Kerra
Danio Kerra (Danio kerri) – gatunek słodkowodnej ryby z rodziny karpiowatych (Cyprinidae). Bywa hodowana w akwariach. 

## Występowanie
Półwysep Malajski. Zasiedla górskie strumienie na obszarach leśnych oraz rzeki z bardzo czystą wodą, nad podłożem kamienistym lub żwirowym.

## Charakterystyka
Dorasta do 5 cm długości.

## Warunki  w akwarium
Zalecana temperatura wody 24–28 °C i okresowa podmiana wody. Pokarm suchy i żywy.
Ryba najlepiej prezentuje się, gdy jest trzymana w stadzie.